# Лауффен-на-Неккарі
Лауффен-ам-Неккар (нім. Lauffen am Neckar) — місто в Німеччині, знаходиться в землі Баден-Вюртемберг. Підпорядковується адміністративному округу Штутгарт. Входить до складу району Гайльбронн.
Площа — 22,63 км2. Населення становить 11 838 ос. (станом на 31 грудня 2020).